# 三村興業社
株式会社三村興業社（みむらこうぎょうしゃ）は、青森県上北郡おいらせ町に本社を置く建設会社である。地域漁港整備で多数の受注実績を持つほか、六ヶ所再処理工場を所有する日本原燃からも受注していた。

## 沿革
後に青森県議会議長を務めた三村泰右により1928年に三村組の名称で創業。以降、その子の三村輝文（元県議会議員）、孫の三村申吾（百石町長、衆議院議員、青森県知事）と続く政治家一家である三村家の営む事業として存続してきた。三村申吾は1990年から1992年まで代表取締役を務めたほか、妻の三村三千代も社長を務めた実績があり、株主も同族が占める。

## 批判
2010年10月には青森県議会で百石漁港工事における同社の受注率の高さが社名を伏せた形で取り上げられ、青森県が発注する公共工事の発注者の立場にある三村申吾青森県知事が、同時に受注側企業とも深い関わりを持っている点が問題視された。三村申吾は11月に同社株を手放すと表明、2011年1月には三村所有株を他の同社株主に無償譲渡する手続きが完了した。しかし2012年には同社が日本原燃より工事を受注していることが判明、『しんぶん赤旗』は知事が政府に核燃料再処理の継続を求めていく一方で、自らが関連する企業で再処理事業者の日本原燃から工事を受注することにより、利益を還流させている構造がある、と指摘している。

## 備考
なお、おいらせ町初代町長の三村正太郎は同社の出身で三村姓でもあるが、三村一族との血縁関係はない。